# Hästfordon

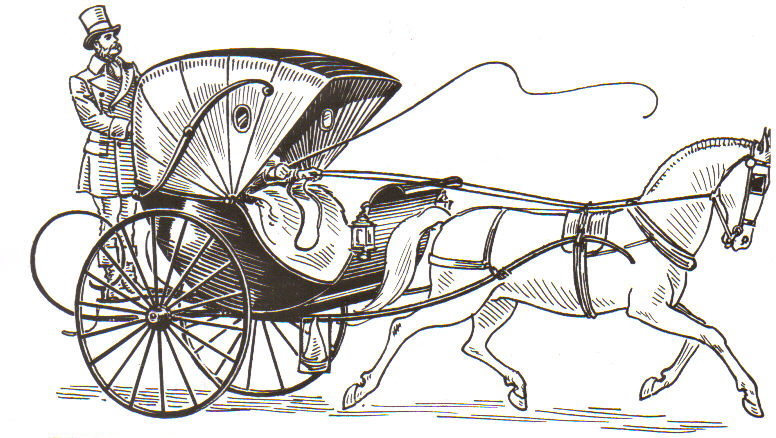
Elegant hästfordon från 1800-talet.

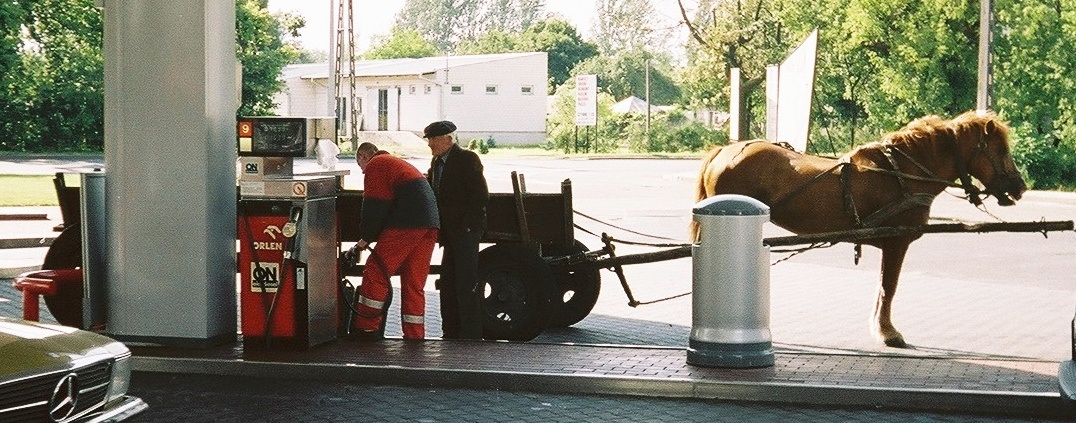
Modernt hästfordon vid bensinstation i Polen.

Hästfordon är definierat som ett fordon som är förspänt med dragare. Det vill säga, ett hästfordon kan vara en vagn som dras av en eller flera hästar och bestämmelser för fordon enligt Vägverkets förordningar gäller. Om man rider eller leder hästen gäller förordningarna bara i vissa delar.

## Historia
Hästen har använts som dragdjur sedan den domesticerades för ca 6000 år sedan. Släp, vagnar och kärror utvecklades för att kunna utnyttja hästen till packning och resor för en eller flera personer samtidigt. Men framförallt ökade även krigföringen när man kunde transportera mycket mer vapen och soldater och de hästar som var för små för att ridas kunde nu användas till vagnarna. 
Att använda hästen som fordon var även till stor hjälp för människan när denne ville erövra mark. Egyptierna koloniserade bland annat dalgångarna vid Eufrat och Tigris med hjälp av häst och vagn. Ekerförsedda hjul på vagnar har funnits sedan 2500 f.Kr i Mesopotamien. Egyptierna hade avancerade häststridsvagnar som kördes med tvåspann (två hästar förspända framför vagnen) redan 1600 f.Kr och under 1300-talet f.Kr. hade Kina fulländade vagnar som inte förändrats mycket under alla århundradena. De mest kända hästfordonen genom tiderna var de diligenser som användes under 1700-1800-talets vilda västern. Dessa diligenser användes både som taxi och för att dela ut post eller transportera varor. 
Den industriella revolutionen under 1800-talet ledde till att befolkningen ökade lavinartat i städerna och likadant blev det med antalet hästdragna fordon. Både mjölk och post delades ut med hjälp av hästdragna kärror och till och med brandkåren använde sig av hästdragna kärror med vattenpumpar som kunde väga flera hundra kilo. Man hade även hästdragna hästomnibussar i de största städerna. Efter mitten av 1800-talet var vagnshästen den vanligaste typen av häst i världen. Vid sekelskiftet fanns ca 3-5 miljoner hästar enbart i de amerikanska storstäderna och en motsvarande siffra i Europa. Då det inte fanns trafikljus eller övergångsställen kunde det ofta bli trafikkaos i storstäderna. Denna kraftiga förfrågan på vagnshästar påverkade även aveln och under den här tiden utvecklades högklassiga vagnshästar som den numera utdöda Norfolktravaren, men även nu levande hästraser som Cleveland Bay och Hackneyhästen, som är välkänd för sin höga aktion. 
Den första hästomnibussen gick i Paris så tidigt som 1662 men det skulle dröja fram till 1828 innan en reguljär passagerartrafik startades, även denna gång i Paris. I Stockholm förekom även trafik med hästomnibussar och från 1850-talet och framåt fanns flera omnibussbolag som trafikerade olika linjer, men det fanns aldrig något sammanhängande linjenät. I Stockholm fanns dock ca 8000 hästar som drog vagn, och ca 750 av dessa drog istället hästdragna spårvagnar. 
Hästomnibussarna var också ett obekvämt fortskaffningsmedel eftersom gummihjul ej fanns och gatubeläggningen var ojämn. Detta gjorde att hästomnibussarna ej vann någon större popularitet i Sverige men i London blomstrade affärerna och runt 1890 fanns hela 2 210 hästomnibussar som sysselsatte 11 000 människor och över 20 000 hästar. De hästdragna omnibussarna försvann i stort sett när spårvägarna infördes under slutet av 1800-talet. De första spårvagnarna var hästdragna men ersattes av elektriskt drivna vagnar efter bara några år. 
Efter Andra världskriget ersattes många hästar med hjälp av mekaniska maskiner och fordon, bilar eller traktorer. Inte minst de hästdragna vagnarna som ersattes av bilar, bussar och tåg. Idag förekommer körning med hästar mest för nöje, som sport, t.ex. travsport eller inom turismen.

### Fotnoter
1. ↑  Lag om vägtrafikdefinitioner, Lagen.nu
2. ↑  Hästar i trafiken, Trafikverket